# مزرعه رشنو
مزرعه رشنو یک منطقهٔ مسکونی در ایران است که در دهستان ده‌پیر شمالی واقع شده‌است.